# Aeroportul Coconut Island
Aeroportul Coconut Island (IATA: CNC, ICAO: YCCT) este un aeroport din Queensland, Australia.
Situat la o altitudine de 6 m, aeroportul dispune de o singură pistă. Este operat de Torres Strait Regional Authority⁠(d).